# Loge Het Noorderlicht
Loge Het Noorderlicht is een vrijmetselaarsloge in Veendam vallende onder het Orde van Vrijmetselaren onder het Grootoosten der Nederlanden. De loge werd opgericht in 1878 en heeft sindsdien een ononderbroken bestaan in de regio Oost-Groningen.

## Geschiedenis
De loge werd op 23 oktober 1878 geïnstalleerd. Een van de oprichters was de schrijver en encyclopedist Anthony Winkler Prins, die zich in Veendam had gevestigd. Zijn betrokkenheid weerspiegelt de idealen van de Verlichting: geloof in vooruitgang door kennis en onderwijs. Deze levenshouding sloot aan bij de kernwaarden van de vrijmetselarij, waarin persoonlijke ontwikkeling en morele bewustwording centraal staan.
In de twintigste eeuw was ook verzetsstrijder Eduard Eugen Stolper lid van de loge. Hij werd tijdens de Duitse bezetting actief in de Ordedienst en op 12 oktober 1944 geëxecuteerd in Kamp Westerbork. Kort na de oorlog werd de Parklaan in Veendam hernoemd tot E.E. Stolperlaan, ter nagedachtenis aan zijn verzetswerk.

## Activiteiten en uitstraling
Ter gelegenheid van het 125-jarig bestaan organiseerde de loge in 2003 een tentoonstelling in het Veenkoloniaal Museum te Veendam, waarin aandacht werd besteed aan de geschiedenis van de loge, haar rituelen en symboliek. De tentoonstelling belichtte de spanning tussen uiterlijke vormgeving en innerlijke beleving binnen de vrijmetselarij, en onderstreepte de symbolische rol van de loge als lichtbron in het noorden van Nederland.
De naam 'Het Noorderlicht' verwijst symbolisch naar de wens om 'licht' te brengen in een regio die traditioneel in de schaduw ligt van grotere stedelijke centra. In vrijmetselaarssymboliek ontbreekt doorgaans een venster op het noorden – het punt waar geen licht vandaan komt – maar de loge wil juist dáár een venster openen en zo het noorderlicht zichtbaar maken.

## Voorzittend Meesters
In onderstaande lijst een overzicht van de Voorzittend Meesters van Loge Het Noorderlicht gedurende de eerste eeuw van haar bestaan.
| Van  | Tot  | Voorzittend Meester  |
| ---- | ---- | -------------------- |
| 1878 | 1896 | W. Lingbeek          |
| 1896 | 1915 | S.G. Binnerts        |
| 1916 | 1925 | Gerh. Bos            |
| 1925 | 1929 | Lambertus Nuver      |
| 1929 | 1946 | E.J. Duintjer (Hzn.) |
| 1946 | 1964 | E. Stel              |
| 1964 | 1967 | D.J. Pattje          |
| 1967 | 1970 | R.T. van der Geer    |
| 1970 | 1973 | J.H.W. Kruisselbrink |
| 1973 | 1978 | H.A. van Goor        |

Vrijmetselarij · Beginselen · Geschiedenis · Symbolen · Vrijmetselaarsloge · Ordegrondwet · Obediëntie · Regulariteit en irregulariteit · Ritus · Graden · Grootmeester · Gemengde vrijmetselarij · Para-vrijmetselarij · Antivrijmetselarij · Vrijmetselarij in Nederland · Vrijmetselarij in België
>>> Meer info op Portaal:Vrijmetselarij <<<